# Neivamyrmex vicinus
Neivamyrmex vicinus é uma espécie de formiga do gênero Neivamyrmex.